# Кейтилин Старк
Кейтилин Старк (урождённая Кейтилин Талли) — персонаж романов американского писателя-фантаста Джорджа Р. Р. Мартина из цикла «Песнь Льда и Огня» и снятого по их мотивам телесериала «Игра престолов». Жена верховного лорда Севера Эддарда Старка, мать короля Севера Робба Старка, а также Сансы, Арьи, Брана и Рикона. Поддерживала Робба во время Войны Пяти Королей, погибла вместе с ним на «Красной свадьбе». Центральный персонаж в книгах «Игра престолов» (1996), «Битва королей» (1998) и «Буря мечей» (2000). В книгах «Пир стервятников» (2005) и «Ветра зимы» появляется под именем Бессердечная. В сериале Кейтилин сыграла Мишель Фэйрли.

## Роль в сюжете

### Игра Престолов
Кейтилин Талли родилась в Риверране в Речных Землях в семье верховного лорда Трезубца Хостера Талли, главы одного из великих домов Вестероса. После смерти матери фактически исполняла обязанности леди Риверрана, успешно справившись с ними. В возрасте 12 лет Кейтилин была помолвлена с Брандоном Старком — старшим сыном лорда Винтерфелла и Хранителя Севера Рикарда Старка.
В неё был безответно влюблен воспитанник её отца, Петир Бейлиш, по прозвищу Мизинец, который был родом из Перстов в Долине Аррен. Он даже вызвал на поединок её жениха, наследника Севера Брандона Старка, но в поединке потерпел предсказуемое поражение. Брандон был за несколько дней до свадьбы казнен Эйерисом II Безумным в Королевской Гавани, и Кейтилин, согласно обычаю, вышла замуж за его младшего брата Эддарда Старка.
Брак был заключен поспешно, в начале восстания лорда Штормового Предела Роберта Баратеона, и Эддард провел с невестой в Риверране не больше двух недель, прежде чем отправиться на войну. Тем не менее Кейтилин успела забеременеть и за время войны, растянувшейся более чем на год, выносила и родила первенца — Робба Старка. Последний раз она покидала Риверран уже с младенцем на руках.
Когда Кейтилин после прихода к власти Роберта Баратеона приехала в Винтерфелл с маленьким Роббом, то обнаружила, что Эддард привез с юга своего бастарда Джона Сноу, примерно ровесника Робба, нашёл для него кормилицу и желает растить его вместе со своими законными детьми. Некоторые служанки рассказывали о связи Эддарда с дорнийкой Эшарой Дейн, и Кейтилин спустя две недели набралась храбрости спросить мужа об этой женщине. Эддард отреагировал с неожиданной суровостью, и больше Кейтилин этого вопроса ему не задавала. Кейтилин так и не смогла полюбить Джона или быть к нему хотя бы немного снисходительнее; она неоднократно просила отослать Джона из замка, но Эддард отвечал отказом.
Кроме Робба, Кейтилин в браке с Эддардом стала матерью ещё четырёх детей, каждый из которых, кроме Арьи, унаследовал её черты лица и рыжие волосы. Мейстер Винтерфелла Лювин принимал все роды Кейтилин.
В день находки лютоволков получает известие о смерти королевского десницы Джона Аррена и приезде короля, сообщает об этом мужу. Во время визита короля Роберта Баратеона в Винтерфелл убедила мужа принять предложение Роберта Баратеона стать десницей (первым советником) короля (в сериале была против согласия на предложение Роберта Баратеона). Присутствовала при получении письма от сестры, леди Орлиного Гнезда Лизы Аррен, обвиняющего в гибели предыдущего десницы Джона Аррена дом Ланнистеров.
После отъезда Эддарда в Королевскую Гавань Кейтилин остается в Винтерфелле вместе с сыновьями. Она также подняла вопрос о Джоне Сноу: мейстер Лювин предложил, чтобы он вступил в Ночной Дозор. После падения Брана не отходила от его кровати. Её присутствие спасло жизнь Брану, когда наемный убийца проник в спальню, и именно Кейтилин смогла оказать сопротивление. Лютоволк Брана Лето загрыз нападавшего, тем самым спас жизнь ей и своему хозяину. Получила при нападении глубокие порезы кинжалом на обеих руках.
Направилась с кастеляном Винтерфелла Родриком Касселем в Королевскую Гавань, чтобы рассказать мужу о предположительной вине в этом дома Ланнистеров, привезя с собой кинжал. Хотела остаться незамеченной в столице Семи Королевств, но шпионы евнуха Вариса её обнаружили и доставили к Петиру Бейлишу. Петир рассказывает, что кинжал раньше принадлежал ему, но он его проиграл Тириону Ланнистеру. Бейлиш организовал встречу Кейтилин и Эддарда в городском борделе.
Нед Старк отправил жену домой в Винтерфелл и наказал готовиться к войне. На обратном пути в гостинице на перекрестке в Речных Землях захватила в плен Тириона Ланнистера, возвращавшегося из поездки на Стену. Кейтилин хотела доставить Тириона в Винтерфелл, но поменяла своё решение и решилась поехать в Долину Аррен. По пути их атаковали горцы Долины Аррен. Тирион убил двух из них, защищая Кейтилин.
Лиза Аррен сначала была возмущена поступком Кейтилин, но после переключила свой гнев на Тириона. Лишь вмешательство Кейтилин спасло Тириона от казни, который впоследствии благодаря «суду богов» — поединку спас свою жизнь. Кейтилин Старк предложила взять племянника на воспитание, но Лиза пришла в ярость. Кейтилин уехала из Долины Аррен, добралась до Белой Гавани, где присоединилась к войску вассала Старков лорда Вимана Мандерли, который выступил, чтобы присоединиться к войску Робба Старка.
После смерти короля и ареста мужа давала советы своему сыну Роббу во время войны с домом Ланнистеров. Кейтилин встретилась с Роббом в крепости Ров Кайлин. Поддержала его решение выступить на юг, убедила его назначить командиром восточной армии лорда Дредфорта Русе Болтона.
От имени сына заключила договор с лордом Близнецов Уолдером Фреем, давший возможность пропустить армию Севера в глубь Речных Земель. Договор, прежде всего, включал то, что Робб должен жениться на одной из дочерей лорда Фрея.
Была свидетелем битвы в Шепчущем Лесу, во время которой северяне пленили Джейме Ланнистера, незадолго до этого осадившего Риверран. От своего брата Эдмара узнала, что лорд Хостер болен. Присутствовала на совете, где решилось будущее войны: лорды Севера и речные лорды провозгласили Робба Старка королём Севера и Трезубца.

### Битва Королей
Была послом к брату Роберта лорду Штормового Предела Ренли Баратеону и стала свидетельницей его гибели перед битвой с его же братом — лордом Драконьего Камня Станнисом Баратеоном. Подозрение пало на Кейтилин и члена созданной Ренли Баратеоном Радужной Гвардии Бриенну Тарт, поскольку они находились в шатре во время смерти Ренли. Они обе были вынуждены бежать. После возвращения во время похода Робба на Западные Земли освободила из заключения пленного Джейме Ланнистера в обмен на клятву вернуть ей её дочерей: Сансу и Арью. Ещё в своё время Эддард Старк привез своих дочерей в Королевскую Гавань, где Санса должна была выйти замуж за сына Джейме Джоффри Баратеона. Сопровождать Джейме Ланнистера было доверено Бриенне Тарт.

### Буря мечей
Арестована за освобождение Джейме Ланнистера. На время ареста местом заточения выбрала покои Хостера Талли, чтобы ухаживать за умирающим отцом. Эдмар Талли сообщил ей о том, что Станнис Баратеон проиграл битву на Черноводной, а на перехват Джейме Ланнистера был выслан Русе Болтон. Застала ссору с Фреями и их войсками, которые покинули замок Риверран.
Лорд Кархолда Рикард Карстарк объявил поступок Кейтилин изменой, но она была прощена Роббом Старком и его соратниками. В ответ была вынуждена простить его женитьбу на представительнице вассального по отношению к Ланнистерам рода Джейн Вестерлинг, из-за которой оказался нарушен брачный договор с домом Фреев. Она предупредила Робба, что этот поступок будет иметь опасные последствия. Через месяц Робб сообщил ей о свадьбе Сансы с Тирионом Ланнистером. Кейтилин попросила его заключить мир с Ланнистерами, но получила отказ.
Также скоро узнала, что Винтерфелл пал под натиском железнорожденных и Бран с его младшим братом Риконом Старком мертвы. Для восстановления союза с Фреями во время совета в Риверране предложила своему младшему брату Эдмару заключить новый брачный договор, в жёны ему была предложена дочь лорда Уолдера Рослин Фрей.
Отправилась на север вместе с Роббом и его армией. Кейтилин настояла на том, чтобы он оставил Джейн в Риверране. В Близнецах на свадьбе Эдмара Талли и Рослин Фрей присутствовала вместе с Роббом в качестве почётных гостей. Одной из первых заподозрила опасность и, схватив Эдвина Фрея за рубашку, обнаружила под ней кольчугу. Ударила его, тем самым подала знак к началу резни. Видела, как убили Робба, после ей перерезал горло Раймунд Фрей. На момент смерти была уверена, что все её дети мертвы (на самом деле умер только Робб Старк).
Тело Кейтилин раздели догола и бросили в реку Трезубец, как и другие трупы. Арье Старк, которая в то время жила бродяжнической жизнью в Речных Землях, приснился волчий сон, где она, находясь в теле своей лютоволчицы Нимерии, вытащила тело Кейтилин и охраняла его, пока не появились члены Братства без Знамён. Тело Кейтилин было восстановлено лордом Бериком Дондаррионом силой божества Рглора. Она присоединилась к Братству без Знамён. Пленила Мерретта Фрея, чтобы доказать, что он участвовал в Красной Свадьбе в Близнецах. Перерезанное горло не давало ей говорить, так как были повреждены связки.

### Пир Стервятников
Больше глав, написанных от лица Кейтилин, не было.
Появились слухи о женщине по прозвищу Бессердечная. Сир Хиль Хант рассказывал Бриенне Тарт историю о том, что её повесили Фреи и Дондаррион её воскресил своим поцелуем, теперь она бессмертна.
Бриенна Тарт волей судеб попала в плен к Бессердечной. Она оказалась живым трупом, сохранившим воспоминания о прошлой жизни. По словам жреца Тороса из Мира, Кейтилин была мертва три дня, когда Братство её нашло. Северянин Харвин узнал её и просил Тороса воскресить её, но тот отказался. Вместо него это сделал лорд Берик, после чего умер. Бессердечная смогла разговаривать с Бриенной, зажимая дырку в горле рукой. Она предложила Бриенне выбор «меч или петля»: либо Бриенна должна отомстить Джейме Ланнистеру за нарушение клятвы, либо будет повешена.

### Ветра зимы
Вероятно, Бриенна Тарт привела Джейме Ланнистера к восставшей из мёртвых Кейтилин Старк, твердо намеренной отомстить ему (мотивом для этого решения было желание Бриенны спасти из петли Подрика Пейна).
По словам Джорджа Мартина Бессердечная сыграет важную роль в данной книге.

## В экранизации

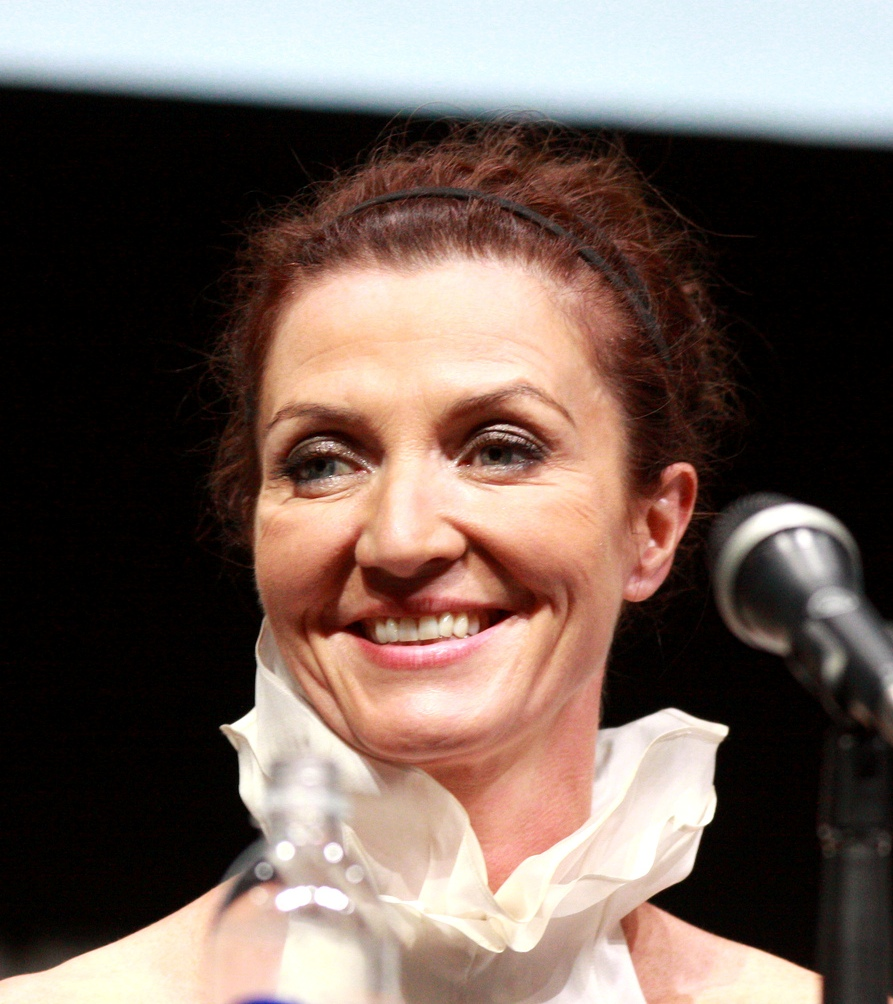
Актриса Мишель Файрли сыграла роль Кейтилин Старк в сериале

Роль Кейтилин Старк в сериале «Игра престолов» первоначально предназначалась Дженнифер Эль, однако в конечном итоге её сыграла Мишель Фэйрли. Во время съёмок сериала на роли мужа Кейтилин Эддарда Старка и их старших детей (включая Джона Сноу) подбирались актёры с североанглийским акцентом — в частности, у исполняющего роль Эддарда Шона Бина шеффилдский акцент. Однако поскольку Кейтилин по происхождению не северянка, то у исполнительницы этой роли не должно было быть такого акцента.
Отсутствие Кейтилин Старк после гибели на Красной Свадьбе, а именно после третьего сезона сериала, является одним из первых отличий сериала от книги по заявлению Джорджа Мартина. Шоураннеры сериала Дэвида Бениоффа и Д. Б. Уайсса объяснили данное расхождение с книжной серией желанием избежать спойлеров к роману Ветра зимы и минимизировать воскрешения персонажей в сериале, несмотря на желание Мартина оставить Кейтелин Старк в сериале.

#### Отсутствие Бессердечной в четвёртом сезоне
Из-за популярности персонажа, многие фанаты книг были разочарованы тем, что Кейтилин Старк не появилась в 10-й серии четвёртого сезона телесериала «Игра престолов», поскольку её воскресил из мёртвых Беррик Дондарион в книге «Буря мечей».
В интервью Entertainment Weekly, Мишель Фэйрли заявляла, что появление её персонажа не планировалось в четвёртом сезоне, однако она не подтверждала своё отсутствие в следующих сезонах.

#### Отсутствие Бессердечной в пятом сезоне
В пятом сезоне сюжетная линия Братства Без Знамён отсутствовала, Джейме Ланнистер отправился в Дорн, а Бриенна Тарт отправилась в Винтерфелл (в Речные Земли они оба отправились в шестом сезоне).

#### Отсутствие Бессердечной в шестом сезоне
В 6-й серии 6-го сезона Бран Старк в видениях прошлого увидел смерть своей матери на Красной Свадьбе. В начале июня 2016 года Джордж Мартин сообщил о том, что Бессердечной в сериале не будет. Она могла присутствовать в сериале, если бы Джордж Мартин был вовлечен в написании сценария к 6-му сезону. Поскольку Берик Дондаррион остался в живых на момент 6 сезона (в отличие от книжной серии), следовательно Кейтилин Старк мертва окончательно.

#### Отсутствие Бессердечной в седьмом и восьмом сезонах
Поскольку Арья Старк в конце 6 сезона прибыла в Речные Земли и убила в Близнецах лорда Уолдера Фрея, Хромого Лотара Фрея и Чёрного Уолдера Фрея, а также остальных Фреев в начале 7 сезона (отомстив тем самым за смерть своего брата, своей матери, своей невестки и своего нерождённого племянника на Красной Свадьбе), следовательно ей достаётся сюжетная линия Бессердечной из книжного цикла ПЛИО. В 7 и 8 сезонах Бессердечная не появляется по причине того, что за Красную Свадьбу Фреям мстит её дочь Арья, а не Братство Без Знамён, у которого в 6 сезоне другая цель — готовиться к сражению с белыми ходоками. В 3 серии финального сезона во время битвы за Винтерфелл с мертвецами Берик Дондаррион погибает, защищая Арью Старк. Не исключено, что в книгах Бессердечная отдаст свою жизнь, чтобы спасти свою младшую дочь.
| Сезоны                                                   | 1 | 2 | 3 | 4 | 5 | 6 | 7 | 8 |
| -------------------------------------------------------- | - | - | - | - | - | - | - | - |
| Количество эпизодов в которых фигурировала Кейтлин Старк | 9 | 8 | 8 | — | — | 1 | — | — |